# Mīshkar
Mīshkar (persiska: میشکر) är en ort i Iran.   Den ligger i provinsen Lorestan, i den västra delen av landet, 400 km sydväst om huvudstaden Teheran. Mīshkar ligger 1 186 meter över havet och antalet invånare är 431.
Terrängen runt Mīshkar är kuperad åt sydväst, men åt nordost är den bergig. Terrängen runt Mīshkar sluttar söderut. Runt Mīshkar är det ganska tätbefolkat, med 72 invånare per kvadratkilometer. Närmaste större samhälle är Sarāb-e Dowreh, 4,9 km öster om Mīshkar. Omgivningarna runt Mīshkar är i huvudsak ett öppet busklandskap.